# Marjan
Marjan är en höjd, halvö och skogspark på Splithalvön strax väster om staden Split i Kroatien. Höjden täcker ett område på omkring 340 ha och dess högsta topp Telegrin når 178 m ö.h.
Halvön är ett populärt och välbesökt frilufts- och rekreationsområde bland både lokalbefolkning och turister. 1964 fick halvön naturparksstatus.

## Geografi
Marjan är till stora delar täckt av tallskog. Den norra, västra och södra sidan vetter mot Adriatiska havet med utsikt mot skärgården medan den östra bjuder på en hisnande utsikt mot Split.

## Faciliteter
På Marjan finns bland annat tennisbanor, joggingspår, stränder och Splits stadszoo.

### Fotnoter
1. 1 2 3  Visitsplit.com (engelska)
2. ↑  Croatia-split.com Arkiverad 12 oktober 2013 hämtat från the Wayback Machine. (engelska)